# Gaetano Bardini
Gaetano Bardini (Riparbella, 8 ottobre 1926 – Cecina, 3 novembre 2017) è stato un tenore italiano.

## Biografia
Tenore lirico spinto, è nato a Riparbella, in Provincia di Pisa. Di origini umili, da ragazzo canta nella campagna del padre e compie i primi studi privatamente.
È stato allievo del maestro Lattes di Livorno ed ha ricevuto importanti consigli dal grande tenore livornese Galliano Masini.
Ha debuttato al Teatro La Gran Guardia di Livorno nel 1956 nell'Iris di Pietro Mascagni, opera successivamente interpretata anche al Teatro Bellini di Catania, sotto la direzione del maestro Gabriele Santini.
Il successo riportato in quest'opera sarà la chiave per la sua scalata ai grandi teatri internazionali.
Sempre a Catania è stato Turiddu nella Cavalleria rusticana, successivamente al Teatro San Carlo di Napoli e al Teatro Massimo di Palermo.
Nel 1960 è a Basilea in Svizzera per interpretare Il trovatore e dato il grande successo ottenuto, ne seguirono 52 recite in diversi teatri sempre della stessa produzione. Ancora a Basilea debuttò in Andrea Chenièr di Umberto Giordano,"trissando" la celebre aria del protagonista Un dì all'azzurro spazio.
Questa produzione venne ripetuta anche ad Amsterdam, dove ha cantato con l'orchestra del Concertgebouw, a Rotterdam e a Berlino.
Dopo una lunga tournée nel Sudafrica con opere e concerti nel 1963, ripetuta poi nel 1968, nel 1964 il pubblico del Teatro S.Carlo di Napoli ha avuto modo di apprezzarlo nella sua opera preferita, la Cavalleria rusticana. Lo stesso '64 compì una lunga tournée in Sud America (Bolivia, Cile, Brasile, Messico), con Il trovatore e Tosca ripetuta per 10 sere consecutive (a Città del Messico ha cantato Tosca presso il celebre Palacio de Bellas Artes).
Al Teatro Metropolitan di New York Gaetano Bardini arrivò nel 1965 e in questo teatro fu interprete in opere del suo repertorio, sostituendo talvolta il tenore Franco Corelli. Nel 1966 ha interpretato Dick Johnson nella Fanciulla del West, a fianco di Eleanor Steber e Anselmo Colzani (in altre recite sostituiti rispettivamente da Lynn Owen e Sherrill Milnes). Il 28 marzo dello stesso anno, sempre nella Fanciulla del West canta con un baritono concittadino, il pisano d'adozione Cesare Bardelli. Con la Fanciulla del West di Puccini il tenore Bardini inaugurerà il Lincoln Center. Sempre con il Teatro Metropolitan di New York Bardini prenderà parte inoltre a numerosi concerti e trasferte in importanti città statunitensi (Filadelfia, Baltimora, Dallas e New Orleans) con Tosca, Rigoletto, Cavalleria rusticana e Manon Lescaut dal 1965 al 1969.
Rientrato in Europa nel 1970 ha cantato in Francia, Svizzera, Svezia, Malta (Aida), Jugoslavia, Cecoslovacchia, Russia e Paesi Bassi.
Al teatro di Budapest in Ungheria è stato interprete di Cavalleria rusticana, Pagliacci e Andrea Chènier. A Varsavia, Polonia, è stato un acclamato Radames nell'Aida di Verdi. Un'ottima esecuzione poi la Cavalleria rusticana allo Staatsoper di Vienna nel 1973, dove è stato nuovamente Turiddu, a fianco di Kostas Paskalis e diretto dal maestro Anton Guadagno (opera di cui esiste anche una registrazione live).
Attivo anche nel repertorio sacro, a Praga, presso la Cattedrale di S. Vito, il 9 settembre 1972 ha interpretato la Messa da Requiem di Verdi, diretto dal maestro Ino Savini, con il coro e l'orchestra filarmonica di Ostrava (registrazione live e frammento di prove dirette dal M° Ino Savini in DVD).
Nel 1973 è stato Calaf in Turandot presso il Teatro Verdi di Pisa, nel 1974 interpreta con successo nuovamente il ruolo di Andrea Chenièr ad Ankara in Turchia e Radames nell'Aida al Teatro romano di Benevento sotto la guida del maestro Napoleone Annovazzi. Nel 1982 al Regio di Parma è stato interprete nell'importante ruolo di Albert Gregor nell'opera di Janaceck, tradotta in lingua italiana, L'affare Makropulos, a fianco di Nadezda Kniplova, Sergio Tedesco e Leonida Bergamonti.
Nel 1976 partecipò a Livorno al Concerto lirico in onore del grande Tenore livornese Galliano Masini, a fianco del soprano Anna Baldasserini e del baritono pisano Giancarlo Ceccarini.
Inoltre in Italia ha cantato nei teatri di Modena, Piacenza e Reggio Emilia.
Nel 1986 si recò a Lima in Perù ad interpretare nuovamente la Cavalleria rusticana e Pagliacci, ambedue nella stessa serata per 15 recite consecutive.
Ha inaugurato la grande sala "Doolen" di Rotterdam con un concerto nella stagione del 1988, davanti a 2 500 persone, e nel febbraio dello stesso anno ha debuttato al Teatro Nazionale di Praga in Trovatore, e in seguito I Pagliacci. Nel marzo nello stesso anno ha interpretato Trovatore, Bohème e Tosca a Sarajevo e Belgrado.
Dal 1988 compie una serie di concerti in Italia, Svizzera, Paesi Bassi, Germania, Lituania, e in altri paesi europei.
È stato insignito della Croce di Malta per meriti artistici ed umanitari, per aver offerto la propria opera in concerti di beneficenza a favore delle cause umanitarie dell'Ordine.
Nel suo repertorio figurano opere per le quali occorrono notevoli doti vocali ed interpretative come: Andrea Chenier di Giordano, Il trovatore di Verdi, Tosca e Turandot di Puccini, Iris e Isabeau di Mascagni, ed anche opere di autori moderni.
Ha svolto un'intensa attività concertistica in tutta Europa.
Nell'ottobre 2008 ha ricevuto dalle mani del Presidente del Premio Nazionale Letterario Pisa, Giancarlo Ceccarini, la Medaglia d'oro alla carriera a Pisa, presso il Piccolo Teatro della Soffitta, alla presenza delle autorità cittadine, esibendosi in alcune arie d'opera e romanze da salotto alla presenza di un folto pubblico di appassionati e sostenitori dell'illustre tenore.

## Discografia
- 1967 - "Recital - Romanze d'opera" - Direttore: Ino Savini - Supraphon
- 1968 - Verdi - "Il trovatore" - G.Bardini, Linda Vajna, Franco Pagliazzi - Coro Filarmonico Ceco e Orchestra da Camera di Praga, Direttore Ino Savini - Supraphon/F.lli Fabbri editori - 1ª edizione Supraphon 1969 e 2 ristampe Fratelli Fabbri nel 1969 e 1978)
- 1969 -  Puccini - "Tosca" - Hana Janku, Franco Piva Dir: Jan Stych Live Opera di Brno 1.12.1969
- 1972 - "Recital - Romanze d'opera" - Dir: Jan Stych - Orchestra Nazionale dell'Opera di Praga - Supraphon 1 12 1158 G Stereo
- 1972 - Verdi - "Requiem" con Margaret Tynes, Vera Soukupova, Jan Kyzlink - live Praga Cattedrale di San Vito 9.9.72 Orchestra Sinf. di Ostrava Dir: Ino Savini 2 CD
- 1973 - Mascagni - "Cavalleria Rusticana" - Santuzza: Marina Krilovici, Turiddu: Gaetano Bardini, Alfio: Kostas Paskalis, Mamma Lucia: Hilde Rössl-Majdan, Lola: Rohangiz Yachmi - Direttore: Anton Guadagno - Wiener Staatsopernchor und Orchester - Registrazione Live effettuata il 14 settembre 1973 - 2 CD
- 1973 - "Recital di canzoni napoletane" - Opus Praga (ristampato in parte dalla Champion Records - UK)
- 1979 - Mascagni - "Isabeau" - (in prima mondiale) con Aldo Protti, Maria Chuang, Katia Angeloni, Filarmonica Janacek di Ostrava Dir: Jaromil Noheil
- 1979 - Verdi - "Il trovatore" - G.Bardini, Eva Depoltova, Eva Randova, Vaclav Zitek Radio Praga Dir: Pierre Colombo
- 1979 - "Recital di Arie d'Opera" - Dir: Jan Stych - Supraphon 1116 2729 G

### Arie in CD
RKM 006-2 631 Gaetano Bardini, tenor. "The best of Prague recordings"
STUDIO (1975, 1970, 1968 - licensed by Supraphon. Digitally remastered)
Jan Štych and Ino Savini, conductors
Inoltre presso la Televisione di Stato della Repubblica Cecoslovacca ha interpretato l'opera La Forza del Destino.

#### Colonne sonore
- La sua interpretazione del "Vesti la giubba" dai Pagliacci di Leoncavallo fa parte della colonna sonora del film Welcome to Death Row del 2001 USA, di S. Leigh Savidge, Jeff Scheftel e Jeff Scheftel (testi).
- La sua interpretazione di "Quanto è bella, quanto è cara" dall'Elisir d'amore di Donizetti (edita dalla Sonoton Music) fa parte del film Saneamento basico, o filme - 2007 Brasile - 112 min.